# Josef Reiter
Josef Reiter (conocido como Pepi Reiter; Niederwaldkirchen, 8 de enero de 1959) es un deportista austríaco que compitió en judo. Es hermano del también judoka Herta Reiter.
Participó en tres Juegos Olímpicos de Verano entre los años 1980 y 1988, obteniendo una medalla de bronce en Los Ángeles 1984 en la categoría de –65 kg. Ganó cuatro medallas en el Campeonato Europeo de Judo entre los años 1979 y 1982.

## Palmarés internacional
| Juegos Olímpicos   | Juegos Olímpicos             | Juegos Olímpicos  | Juegos Olímpicos |
| Año                | Lugar                        | Medalla           | Categoría        |
| ------------------ | ---------------------------- | ----------------- | ---------------- |
| 1984               | Los Ángeles (Estados Unidos) | Medalla de bronce | –65 kg           |
| Campeonato Europeo |                              |                   |                  |
| Año                | Lugar                        | Medalla           | Categoría        |
| 1979               | Bruselas (Bélgica)           | Medalla de bronce | –60 kg           |
| 1980               | Viena (Austria)              | Medalla de plata  | –60 kg           |
| 1981               | Debrecen (Hungría)           | Medalla de bronce | –65 kg           |
| 1982               | Rostock (RDA)                | Medalla de bronce | –65 kg           |